# Кабраш
Ка́браш (порт. Ilhéu das Cabras) — небольшой островок в Гвинейском заливе Атлантического океана. Находится чуть севернее побережья острова Сан-Томе. Входит в состав округа Лобата (государство Сан-Томе и Принсипи).

## История
В ледниковый период, когда уровень моря был на 130 м ниже современного, остров соединялся с островом Сан-Томе и представлял собой два его холма. После повышения уровня моря холмы были отделены проливом.
Кабраш был открыт одновременно с островом Сан-Томе между 1469 и 1471 годами в день святого Фомы.
Указан на карте Йодокуса Хондиуса 1616 года. Поздние карты относили его к южному полушарию. Под названием «Morro Caebres» приведён на карте Йоханнеса Вингбонса 1665  и на карте Александера Далримпла 1780 года. С XIX века остров корректно относится к северному полушарию.